# Keele Oy
Keele Oy är ett finländskt holdingbolag, med verksamhet i oljebranschen.
Keele Oy grundades 1990 och majoritetsägs av Mika Anttonen. Verksamhet bedrivs inom företagsgrupperna St1 Nordic Oy och St1 Group Oy. St1 Nordic bedriver bränsleförsäljning i Finland, Sverige och Norge samt tillverkar och säljer etanol och elektricitet från vindkraft. St1 Group driver ett raffinaderi i Göteborg. 
St1, som hade etablerats som Greenenergy Baltic Oy 1995, köptes av Keele Oy 2000. År 2007, köpte St1 Oy Esso Ab. År 2006 bildades, tillsammans med Tekniska forskningscentralen VTT, St1 Biofuels Oy för förnyelsebara bränslen. År 2009 grundades vindkraftproducenten Tuuliwatti Oy, samägd med S-Voima Oy. 
Bensinförsäljningen i Sverige inleddes 2004 och i Norge 2009. År 2010 köptes huvuddelen av Shells verksamhet i Finland och Sverige, inklusive Shells raffinaderi i Göteborg.